# Буяр Букоші
Буяр Букоші (алб. Bujar Bukoshi; нар. 13 травня 1947, Сува-Река, Югославія — 10 червня 2025) — косовський політик, міністр охорони здоров'я Косова в першому уряді Хашима Тачі. Також він був прем'єр-міністром Косова в Республіці Косово з 1991 до 2000 р.

## Біографія
Отримавши початкову освіту в Прізрені, він закінчив Медичну школу Белградського університету (1971), навчався у докторантурі в Берлін, Німеччина (1986). Працював лікарем, як фахівець в області урології, він став ад'юнкт-професором на факультеті медицини в Університеті Приштини. Букоши є одним із засновників Демократичної ліги Косова і був обраний лідером партії.